# Verein für Rasensport Wormatia Worms 2010-2011
Questa voce raccoglie le informazioni riguardanti il Verein für Rasensport Wormatia Worms nelle competizioni ufficiali della stagione 2010-2011.

## Stagione
Nella stagione 2010-2011 il Wormatia, allenato da Jürgen Klotz, Ronny Borchers e Volker Kühr, concluse il campionato di Regionalliga sud al 12º posto.

## Rosa
| N. |                     | Ruolo | Calciatore        |
| -- | ------------------- | ----- | ----------------- |
| 1  | Germania (bandiera) | P     | Kevin Knödler     |
| 2  | Germania (bandiera) | D     | Mario Cuc         |
| 3  | Germania (bandiera) | D     | Artur Krettek     |
| 4  | Germania (bandiera) | D     | Matthias Lang     |
| 5  | Germania (bandiera) | D     | Niels Magin       |
| 6  | Germania (bandiera) | D     | Frank Schröer     |
| 7  | Germania (bandiera) | C     | Martin Röser      |
| 8  | Germania (bandiera) | C     | Martin Gollasch   |
| 9  | Germania (bandiera) | A     | Fabio Silveira    |
| 10 | Germania (bandiera) | C     | Kevin Wittke      |
| 11 | Germania (bandiera) | A     | Christian Bolm    |
| 12 | Germania (bandiera) | P     | Christian Steiner |
| 13 | Germania (bandiera) | C     | Andreas Feller    |
| 14 | Germania (bandiera) | C     | Marc Heidenmann   |
| 15 | Germania (bandiera) | A     | Rudi Hübner       |

| N. |                     | Ruolo | Calciatore         |
| -- | ------------------- | ----- | ------------------ |
| 16 | Germania (bandiera) | C     | Nico Pantano       |
| 18 | Germania (bandiera) | D     | Christoph Böcher   |
| 22 | Germania (bandiera) | D     | Marco Stark        |
| 23 | Germania (bandiera) | D     | Sandro Rösner      |
| 24 | Germania (bandiera) | P     | Nico Adami         |
| 26 | Germania (bandiera) | A     | Lucas Oppermann    |
| 27 | Germania (bandiera) | A     | Dennis Förster     |
| 30 | Germania (bandiera) | D     | Maximilian Beck    |
| 31 | Germania (bandiera) | D     | Robin Schittenhelm |
| 31 | Germania (bandiera) | C     | Sven Oswald        |
|    | Germania (bandiera) | C     | Markus Cimen       |
|    | Germania (bandiera) | C     | Martin Wagner      |
|    | Germania (bandiera) | A     | Patrick Barnes     |
|    | Nigeria (bandiera)  | A     | Isaac Ojigwe       |

## Organigramma societario
Area tecnica
- Allenatore: Ronny Borchers
- Allenatore in seconda: Volker Berg
- Preparatore dei portieri:
- Preparatori atletici:
- Analisi video:

## Calciomercato

### Sessione estiva
| Acquisti | Acquisti         | Acquisti             | Acquisti |
| R.       | Nome             | da                   | Modalità |
| -------- | ---------------- | -------------------- | -------- |
| P        | Nico Adami       | Wehen Wiesbaden II   |          |
| C        | Nauwid Amiri     | Waldhof Mannheim U19 |          |
| D        | Christoph Böcher | Waldhof Mannheim     |          |
| A        | Rudi Hübner      | Rot-Weiß Darmstadt   |          |
| P        | Kevin Knödler    | Waldhof Mannheim     |          |
| A        | Rico Renner      | Kaiserslautern U19   |          |
| A        | Fabio Silveira   | Hassia Bingen        |          |
| C        | Kevin Wittke     | Aalen                |          |

| Cessioni | Cessioni           | Cessioni     | Cessioni |
| R.       | Nome               | a            | Modalità |
| -------- | ------------------ | ------------ | -------- |
| A        | Zouhair Bouadoud   | Elversberg   |          |
| C        | Imad Kassem-Saad   | SV Weil      |          |
| D        | Jean-Claude Mpassy | Homburg      |          |
| P        | Thorsten Müller    | Pfeddersheim |          |
| A        | Manuel Rasp        | Homburg      |          |
| D        | Philipp Stiller    | LR Ahlen     |          |
| P        | Manuel Wolff       | Siegen       |          |

### Sessione invernale
| Acquisti | Acquisti     | Acquisti             | Acquisti |
| R.       | Nome         | da                   | Modalità |
| -------- | ------------ | -------------------- | -------- |
| C        | Nico Pantano | Waldhof Mannheim U19 |          |

| Cessioni | Cessioni           | Cessioni         | Cessioni |
| R.       | Nome               | a                | Modalità |
| -------- | ------------------ | ---------------- | -------- |
| C        | Christian Grujicic | Waldhof Mannheim |          |
| C        | Tobias Klotz       | Pfeddersheim     |          |
| A        | Rico Renner        | Hauenstein       |          |

## Risultati

### Regionalliga

#### Girone di andata
| Arbitro: | Steinberg |

|             |           |  |
| Grundei 69’ | Marcatori |  |

| Arbitro: | Schwegler |

|            |           |                                                          |
| Hübner 10’ | Marcatori | 1’, 75’ (rig.) Herdling 35’, 67’ Jabiri 49’ (aut.) Klotz |

| Arbitro: | Schaal |

|                                        |           |                         |
| Gümüşsu 17’ Manga 39’, 57’ Imbongo 62’ | Marcatori | 42’ Gollasch 67’ Wittke |

| Arbitro: | Siewer |

|                 |           |  |
| Ojigwe 13’, 76’ | Marcatori |  |

| Arbitro: | Färber |

|                           |           |            |
| Wiesner 22’ Muzliukaj 75’ | Marcatori | 20’ Hübner |

| Arbitro: | Völk |

|  |           |                                                        |
|  | Marcatori | 13’ Bickel 40’ Zangl 49’ Sautner 65’ Sorg 80’ Bektashi |

| Arbitro: | Brauer |

|                               |           |  |
| Damm 23’ Bauer 81’ Koitka 85’ | Marcatori |  |

| Arbitro: | Schüller |

|           |           |                              |
| Ojigwe 2’ | Marcatori | 85’ (rig.) Rutz 90’ Albrecht |

| Arbitro: | Weickenmeier |

|           |           |            |
| Klaus 48’ | Marcatori | 29’ Hübner |

| Arbitro: | Pflaum |

|            |           |                       |
| Hübner 75’ | Marcatori | 43’ Álvarez 61’ Tosun |

| Arbitro: | Müller |

|                                  |           |  |
| Bouhaddouz 42’ (rig.) Pintol 82’ | Marcatori |  |

| Arbitro: | Reichel |

|                                           |           |            |
| Oppermann 15’, 90’ (rig.) Hübner 60’, 69’ | Marcatori | 71’ Morina |

| Worms 23 ottobre 2010, ore 14:00 CEST 13ª giornata | Wormatia Worms | 0 – 0 referto | Memmingen | Wormatia-Stadion (1 063 spett.)\| Arbitro: \| Günsch \| |
| Arbitro:                                           | Günsch         |               |           |                                                         |

| Arbitro: | Brand |

|  |           |               |
|  | Marcatori | 37’ Oppermann |

| Arbitro: | Aytekin |

|            |           |            |
| Hübner 87’ | Marcatori | 42’ Rummel |

| Arbitro: | Schalk |

|            |           |  |
| Sökler 36’ | Marcatori |  |

| Arbitro: | Metzen |

|                                     |           |  |
| Hübner 34’ Oppermann 73’ Wittke 85’ | Marcatori |  |

#### Girone di ritorno
| Arbitro: | Foltyn |

|             |           |                           |
| Herdling 7’ | Marcatori | 32’ Gollasch 84’ Grujicic |

| Arbitro: | Münch |

|  |           |            |
|  | Marcatori | 2’ Khalifa |

| Arbitro: | Bartsch |

|           |           |                     |
| Salem 87’ | Marcatori | 50’ Lang 61’ Wittke |

| Arbitro: | Foltyn |

|                                                                |           |  |
| Röser 2’ Hübner 51’ Oppermann 58’, 81’ Wittke 61’ Gollasch 70’ | Marcatori |  |

| 26 febbraio 2011, ore CET 22ª giornata | Wormatia Worms | – annullata | Ulma |  |

| Arbitro: | Ide |

|                  |           |                 |
| Brandstetter 83’ | Marcatori | 10’, 63’ Hübner |

| Arbitro: | Kircher |

|                      |           |                               |
| Stark 20’ Hübner 83’ | Marcatori | 72’ Brechler 90’ (rig.) Mayer |

| Arbitro: | Günsch |

|          |           |  |
| Haag 31’ | Marcatori |  |

| Arbitro: | Glasmacher |

|  |           |           |
|  | Marcatori | 4’ Müller |

| Arbitro: | Sevinc |

|                                          |           |                                |
| Soriano 21’, 28’ Mehring 22’ Wolfert 64’ | Marcatori | 9’ Hübner 56’ Wagner 58’ Röser |

| Arbitro: | Göpferich |

|            |           |                |
| Hübner 46’ | Marcatori | 18’ Bouhaddouz |

| 23 aprile 2011, ore CEST 29ª giornata | Weiden | – annullata | Wormatia Worms |  |

| Arbitro: | Bärmann |

|  |           |                                   |
|  | Marcatori | 30’ Wittke 37’ Hübner 66’ Schröer |

| Arbitro: | Helwig |

|                              |           |                   |
| Wittke 22’ (rig.) Hübner 53’ | Marcatori | 30’ (rig.) Müller |

| Arbitro: | Bartsch |

|                    |           |                       |
| Mazzola 18’ (rig.) | Marcatori | 42’ Röser 45’ Krettek |

| Arbitro: | Brand |

|            |           |                     |
| Rösner 48’ | Marcatori | 54’ Hesse 87’ Stark |

| Arbitro: | Hartmann |

|             |           |          |
| Türpitz 66’ | Marcatori | 76’ Lang |

## Statistiche

### Statistiche di squadra
| Competizione     | Punti | In casa | In casa | In casa | In casa | In casa | In casa | In trasferta | In trasferta | In trasferta | In trasferta | In trasferta | In trasferta | Totale | Totale | Totale | Totale | Totale | Totale | DR |
| Competizione     | Punti | G       | V       | N       | P       | Gf      | Gs      | G            | V            | N            | P            | Gf           | Gs           | G      | V      | N      | P      | Gf     | Gs     | DR |
| ---------------- | ----- | ------- | ------- | ------- | ------- | ------- | ------- | ------------ | ------------ | ------------ | ------------ | ------------ | ------------ | ------ | ------ | ------ | ------ | ------ | ------ | -- |
| Regionalliga sud | 36    | 15      | 4       | 4       | 7       | 21      | 23      | 15           | 6            | 2            | 7            | 19           | 22           | 30     | 10     | 6      | 14     | 40     | 45     | -5 |
| Totale           | 36    | 15      | 4       | 4       | 7       | 21      | 23      | 15           | 6            | 2            | 7            | 19           | 22           | 30     | 10     | 6      | 14     | 40     | 45     | -5 |

### Andamento in campionato
| Giornata  | 1  | 2  | 3  | 4  | 5  | 6  | 7  | 8  | 9  | 10 | 11 | 12 | 13 | 14 | 15 | 16 | 17 | 18 | 19 | 20 | 21 | 22 | 23 | 24 | 25 | 26 | 27 | 28 | 29 | 30 | 31 | 32 | 33 | 34 |
| --------- | -- | -- | -- | -- | -- | -- | -- | -- | -- | -- | -- | -- | -- | -- | -- | -- | -- | -- | -- | -- | -- | -- | -- | -- | -- | -- | -- | -- | -- | -- | -- | -- | -- | -- |
| Luogo     | T  | C  | T  | C  | T  | C  | T  | C  | T  | C  | T  | C  | C  | T  | C  | T  | C  | T  | C  | T  | C  | C  | T  | C  | T  | C  | T  | C  | T  | T  | C  | T  | C  | T  |
| Risultato | P  | P  | P  | V  |    | P  | P  | P  | N  | P  | P  |    | N  | V  | N  | P  | V  | V  | P  | V  | V  |    | V  | N  | P  | P  | P  | N  |    | V  | V  | V  | P  | N  |
| Posizione | 13 | 18 | 18 | 12 | 15 | 15 | 16 | 16 | 16 | 16 | 16 | 16 | 16 | 15 | 16 | 16 | 15 | 15 | 15 | 13 | 13 | 12 | 12 | 12 | 12 | 13 | 13 | 13 | 13 | 13 | 13 | 12 | 13 | 12 |

Legenda:

Luogo: C = Casa; T = Trasferta. Risultato: V = Vittoria; N = Pareggio; P = Sconfitta.

### Statistiche dei giocatori
| N. Adami        | 3  | 0  | 0 | 0 |
| N. Amiri        | 5  | 0  | 2 | 0 |
| P. Barnes       | 8  | 0  | 1 | 0 |
| M. Beck         | 0  | 0  | 0 | 0 |
| C. Bolm         | 0  | 0  | 0 | 0 |
| C. Böcher       | 23 | 0  | 3 | 0 |
| M. Cimen        | 1  | 0  | 0 | 0 |
| M. Cuc          | 16 | 0  | 1 | 0 |
| A. Feller       | 2  | 0  | 1 | 0 |
| D. Förster      | 1  | 0  | 0 | 0 |
| M. Gollasch     | 30 | 3  | 4 | 1 |
| C. Grujicic     | 7  | 1  | 1 | 0 |
| M. Heidenmann   | 11 | 0  | 0 | 0 |
| R. Hübner       | 29 | 16 | 6 | 1 |
| T. Klotz        | 3  | 0  | 0 | 0 |
| K. Knödler      | 29 | 0  | 0 | 1 |
| A. Krettek      | 23 | 1  | 3 | 0 |
| M. Lang         | 27 | 2  | 2 | 0 |
| N. Magin        | 8  | 0  | 0 | 0 |
| I. Ojigwe       | 15 | 3  | 0 | 1 |
| L. Oppermann    | 22 | 6  | 1 | 0 |
| S. Oswald       | 0  | 0  | 0 | 0 |
| N. Pantano      | 2  | 0  | 1 | 0 |
| R. Renner       | 6  | 0  | 0 | 0 |
| M. Röser        | 21 | 3  | 3 | 0 |
| S. Rösner       | 30 | 1  | 5 | 0 |
| R. Schittenhelm | 2  | 0  | 0 | 0 |
| F. Schröer      | 28 | 1  | 9 | 0 |
| F. Silveira     | 8  | 0  | 0 | 0 |
| M. Stark        | 24 | 1  | 9 | 0 |
| C. Steiner      | 0  | 0  | 0 | 0 |
| M. Wagner       | 12 | 1  | 1 | 0 |
| K. Wittke       | 29 | 6  | 1 | 0 |